# Phrudocentra flaccida
Phrudocentra flaccida là một loài bướm đêm trong họ Geometridae.